# Markaz
Markaz község Heves vármegye Gyöngyösi járásában.

## Fekvése
Markaz a Mátra hegység lábánál, Gyöngyöstől 14 km-re, a Verpeléten át Egerig vezető 2416-os út mentén található. Északról erdős vidék, délen 154 hektár vízfelületű tó határolja.
Az itt élők szőlőműveléssel és bortermeléssel foglalkoznak. A falu határában napfényben gazdag, optimális mikroklímájú területen már az 1400-as évektől gondosan művelt szőlők díszlenek, amelyekből kiváló minőségű, karakteres borokat készítenek a borosgazdák.

## Története
A falu nevével először az 1332-37-ben kelt pápai tizedjegyzékben találkozunk.
A Markaz név eredete nem tisztázott. A többféle magyarázat közül az látszik a legvalószínűbbnek, hogy Aba Sámuel Márk nevű unokatestvére volt a névadó, aki az Aba nemzetség Pata ágából származott. Ezt látszik alátámasztani, hogy a régi markazi ún. pusztatemplomot is Szent Márk tiszteletére szentelték. (1983-ban a régészek feltárták a templom maradványait. A feltárás eredményét az egri Dobó István Vármúzeum különnyomatban jelentette meg, mely megtalálható a Községi Könyvtárban.) Egy másik elképzelés szerint a honfoglalás előtti népvándorlás során olyan törzsek érkeztek erre a területre, akiknek a nevében a Markaz szó centrumot, központot jelentett.
A falu első birtokosai a Kompoltiak voltak. Ők építették szálláshelyül a 460 m magas Vár-bércen álló, ma már csak romjaiban létező várat.
A család kihalása után 1522-ben az Országh család lett a falu földesura.
1567 és 1571 között Országh Borbála és enyingi Török Ferenc birtokolta, majd leányuk, Török Zsuzsanna és férje, Nyáry Pál tulajdonába került.
Nyáry Pál 1606-ban bekövetkezett halála után a falu egyik része Nyáry Borbála és férje, Haller György, majd Sámuel nevű fiuk birtokává vált, a másik rész pedig Nyáry Miklósé s gyermekeié, a négy líneáé lett.
A négy líneát a 17. század végén a Petrovay, a Huszár, a Szúnyogh és a Bossányi családok képviselték.
A török hódoltság után a falu elnéptelenedett, és közel két évszázadig lakatlan volt.
Az újranépesítést 1742-ben báró Bossányi Gáspár földesúr hajtatta végre Gömör és Kis-Hont vármegyei birtokairól, Klenóc, Hacsova és Pély nevű falvakból. A 40 betelepülő család döntő többsége szlovák, kisebb része magyar volt. A hajdani ősök leszármazottjai több mint 100 – ma is használt – ragadványnevükben őrzik a beköltözők emlékét.

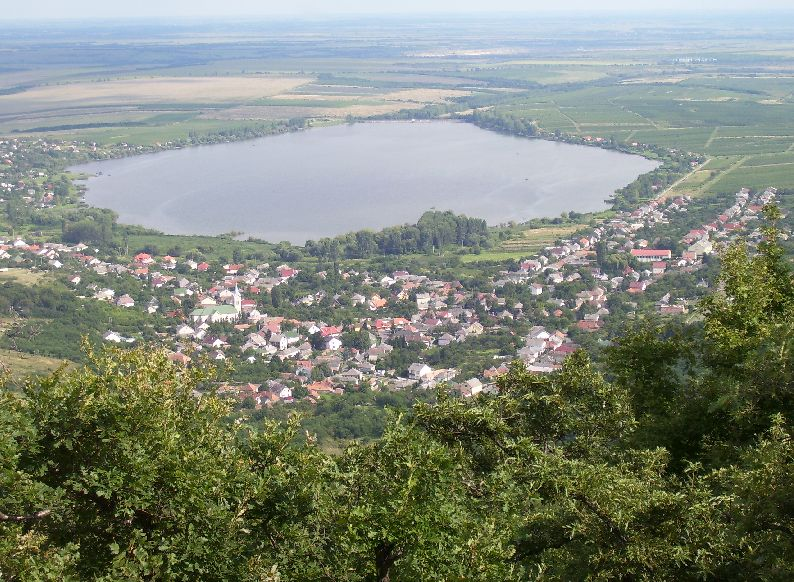
Markaz látképe a várromból fotózva

## Közélete

### Polgármesterei
- 1990–1994: Szekrényes József (független)[3]
- 1994–1998: Szekrényes József (független)[4]
- 1998–2002: Szekrényes József (független)[5]
- 2002–2006: Potoczki László (független)[6]
- 2006–2010: Potoczki László (független)[7]
- 2010–2014: Potoczki László (független)[8]
- 2014–2019: Potoczki László (független)[9]
- 2019–2024: Holló László (független)[10]
- 2024– : Holló László (független)[1]

## Népessége
A lakosság számának változása:
- 1770-ben:  560 fő
- 1803-ban:  730 fő
- 1851-ben:  900 fő
- 1900-ban: 1439 fő
- 1949-ben: 2003 fő
- 1960-ban: 1971 fő
- 1970-ben: 1811 fő
- 1980-ban: 1838 fő
- 1990-ben: 1820 fő
- 2000-ben: 1873 fő
- 2002-ben: 1870 fő
- 2018-ban: 1789 fő

| Lakosok száma | 1834 | 1793 | 1789 | 1771 | 1720 | 1699 | 1697 |
|               | 2013 | 2014 | 2015 | 2021 | 2022 | 2023 | 2024 |

2001-ben a település lakosságának közel 100%-a magyar nemzetiségűnek vallotta magát.
A 2011-es népszámlálás során a lakosok 87,7%-a magyarnak, 1,8% cigánynak, 0,3% németnek, 0,2% románnak mondta magát (12,3% nem nyilatkozott; a kettős identitások miatt a végösszeg nagyobb lehet 100%-nál). A vallási megoszlás a következő volt: római katolikus 64,7%, református 4%, görögkatolikus 0,5%, felekezeten kívüli 7,8% (21,8% nem nyilatkozott).
2022-ben a lakosság 90,5%-a vallotta magát magyarnak, 1,9% cigánynak, 0,5% németnek, 0,4% románnak, 0,2% szlováknak, 0,1% ukránnak, 1,7% egyéb, nem hazai nemzetiségűnek (9,4% nem nyilatkozott; a kettős identitások miatt a végösszeg nagyobb lehet 100%-nál). Vallásuk szerint 43,8% volt római katolikus, 2,9% református, 0,6% görög katolikus, 0,3% evangélikus, 2,2% egyéb keresztény, 1,1% egyéb katolikus, 9% felekezeten kívüli (39,7% nem válaszolt).

## Gazdasága
A falu mikroklímája kiválóan alkalmas szőlőművelésre, melyre már az 1400-as évekből találunk adatokat. Az 1742-ben érkezők az elvadult szőlőket újratelepítették, s a szőlőterület nagysága a filoxéravészig (1885) szépen gyarapodott. Az elpusztult szőlőültetvények helyére az 1890-es évektől megindult a kormány által kedvezményes hitelekkel támogatott új szőlőfajták telepítése. A 19. és a 20. század fordulója után a falu határában korszerű művelésű nagy uradalmi birtokok alakultak ki. A Téven, a Grüssner és az Erlach-féle birtokokon zömmel markazi szőlőművelő munkások dolgoztak.
A két világháború között a lakosság 90%-a a mezőgazdaságból élt. A szövetkezeti gazdálkodás 1949-ben kezdődött, s 1953-ig működött a Mátra Termelőszövetkezet, majd 1960-ban megalakult a Mátravölgye MgTSZ, melynek jelenlegi jogutódja a Mátrabor 2000 Rt. Napjainkban néhány családi vállalkozás foglalkozik kizárólag szőlő- és bortermeléssel; a lakosság többségének kiegészítő jövedelemforrást jelent a mezőgazdaság.

## Nevezetességei

### Tájház
A markazi Tájházat az 1870-es évek elején Valkó Vendel helyi mester építette. A markazi lakóház típusa szarufás, torokgerendás, vízvetős, deszkaoromzatos, háromsejtű ház volt. A tájház nem típusos háromosztatú.  Eredetileg is két család részére épült, 2 külön bejárattal 1 szoba, konyha. Hacsavecz Béla visszaemlékezése szerint, általában egy család lakott benne. A hátsó részben átmenetileg laktak vendégcsaládok. Teteje nád, korábban tetőfedésre rozsszalmából kötött zsúpot használtak.
A 19. század közepe előtt Markazon fából építkeztek, később patakkőből vagy kőbányák, kőfejtők terméséből. A tájházat durván faragott patakkőből, agyagos földbe építették.
A lakórészekben eredetileg szabadkéményes konyha és kemencés szoba található. A lakóépülettel párhuzamosan húzódik egy kamrából és egy eszköztárolóból álló gazdasági épület. A ház utolsó tulajdonosa Barta Veron (Bikulya) volt. Halála után az akkori Községi Tanács megvásárolta és a Műemlékvédelmi Felügyelőség segítségével felújította. A látogatók előtt 1988-ban nyitották meg.
Hegedűs Istvánné, Ágnes néni – akinek szívügye volt a régi eszközök, berendezési tárgyak megmentése – vezetésével idős asszonyok gyűjtötték össze a faluban még fellelhető tárgyakat. Ágnes néni volt – 2003-ban bekövetkezett haláláig – a ház gondnoka. Ízes tájszólással, itt-ott tót szavakat belekeverve mesélt az idelátogató vendégeknek. A berendezési és felszerelési tárgyak java része a 20. század elejéről származnak.

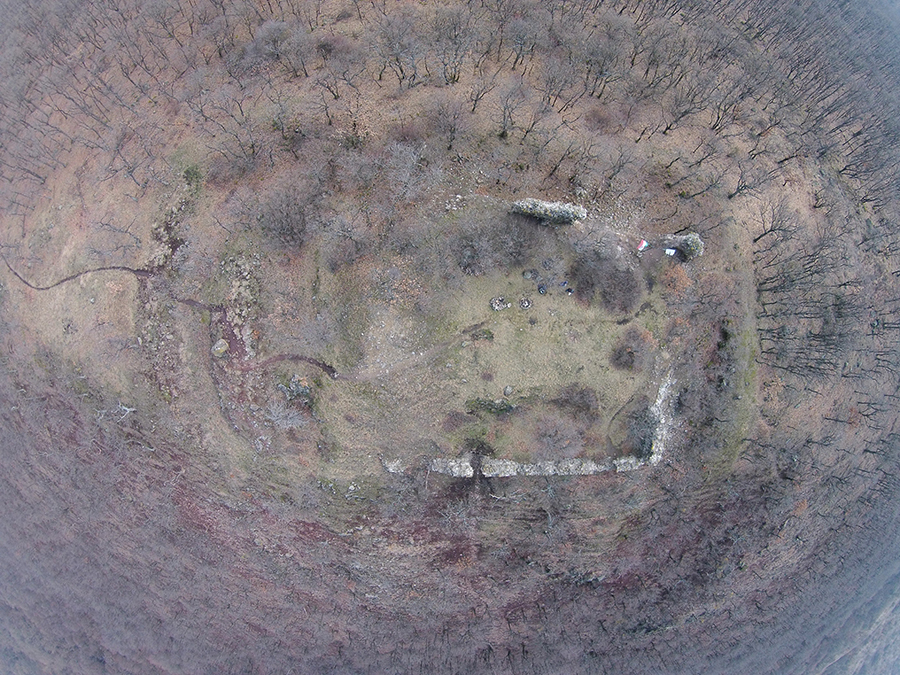
Markazi várrom légi fotón

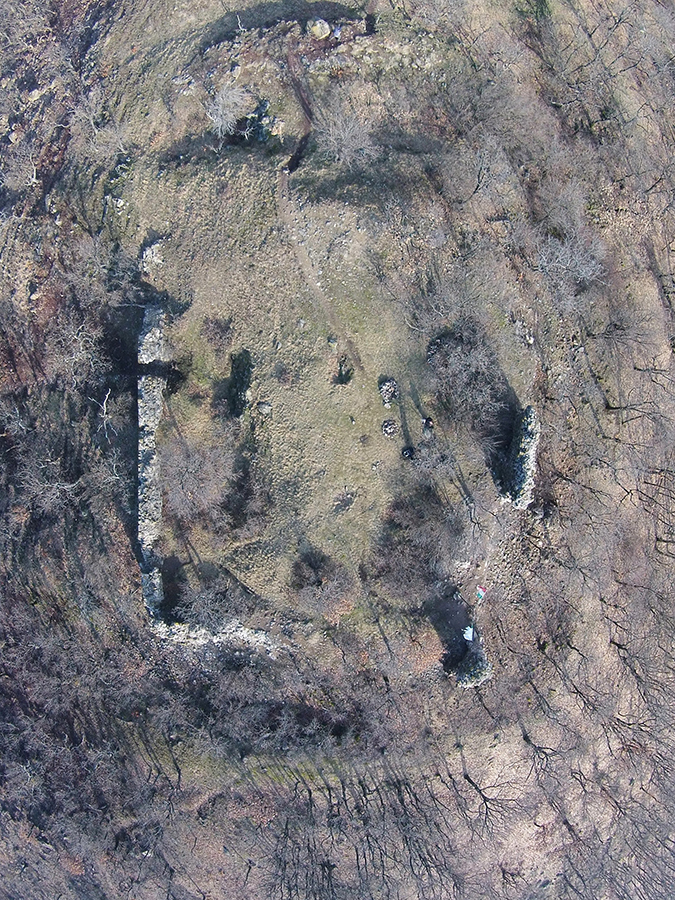
Várrom légi felvételen (Markaz)

### Római katolikus templom
A jelenlegi templom 1910-ben épült a hirtelen összeomlott régi templom helyén. Oltárképén Szent László vizet fakaszt. Vidéki mester munkája a 18. század második feléből. A bejárat feletti kórust nemrégiben újították fel, a festés markazi mester (Kovács György) munkáját dicséri. Itt látható az orgona is, a plébánia 1839-ből való.

### Kápolna
A római katolikus kápolna a 18. század végén épült copf stílusban. Útmenti homlokzattornyos, késő barokk kápolna. Fákkal körülvéve szabadon áll a község délnyugati vége előtt.
A kis méretű épület vegyes alapanyagból (tégla, terméskő) épült, alaprajza téglalap, 3/8 záródással. A homlokzati falat a kápolna egyetlen bejárata töri át. A falazott, barokk vonalú tornyocskát gúla idomú, bádoglemezzel fedett sisak koronázza. Kétoldalt barokk vonalú oromfalrész emelkedik. A kápolna hosszoldalait egy-egy félköríves ablak töri át. Az épület feletti nyeregtetőt bádoglemez fedi.

### Markazi-víztározó
Az RWE tulajdonában lévő Mátrai Erőmű Rt. víztározója elsősorban ipari célokat szolgál, de az erőmű egyesületein keresztül jóléti hasznosítás is biztosított. Így az engedéllyel rendelkezők horgászhatnak, csónakázhatnak, vitorlázhatnak, szörfözhetnek a tavon.
A tó felülete 154 ha, 8,7 millió köbméter vizet tárol, legnagyobb mélysége 14–15 m. Kedvezően befolyásolja a mikroklímát, így a körülötte lévő mezőgazdasági termelést is. Partján és a környékén 400 épületből álló településrész biztosítja a pihenést.
A tavat a Malom-patak, a Zsidó-patak és a Hatra-patak táplálja, míg a tó vizeit a Nyiget-patak szállítja el.

### Markazi várrom
A községtől északnyugatra fekvő 631 m magas Hegyes-hegy déli nyúlványán, a Várbércen (460 m) találjuk a markazi vár romjait. A köves Tatár-mezőből (korábban lőtér) három oldalról meredeken emelkedik ki a Várbérc, amely csak északról kapcsolódik közvetlenül a Hegyes-hegyhez. Megközelítése a zöld háromszög és a zöld L jelzésen lehetséges.
A várat a hagyomány szerint a tatárjárás idején építették. Valószínűbb azonban, hogy a tatárjárás után meginduló nagy várépítkezés során a 14. század első felében, vagy még valamivel később épült. Korai története is minden bizonnyal a Kompolti családhoz kapcsolódik, akik Markaz környékén már a 13. században birtokokat szereztek.
Legjobban a keleti fal maradt meg mintegy 9 m magasságig. A század első negyedében e falban lőréseket és ablaknyílásokat említettek. Nyugati fala 1,8 m vastag, s a század 30-as éveiben még majdnem 1,5 m magasságú volt. A déli falon nagy törések vannak, az északi pedig csaknem teljesen elpusztult, maradványait nagy omladékréteg takarja.
A várban még nem végeztek feltárást. Területe kb. 860-900 négyzetméter lehetett. A helyi hagyomány szerint, melyet Bél Mátyás jegyzett fel 1730-1735 között: "Markaz vára szintén csak rom. A helybeliek mesélik róla, hogy építését csak megkezdték, de be nem fejezhették, mert amit nappal építettek, éjjel szétszedték."

### Melegvizű tó
A falu közepén melegvizű forrás fakad, mely télen sem fagy be. Ezt zsilippel elrekesztve kicsiny tóvá szélesedik. Régebben itt mostak a falu asszonyai, ma diszhalakkal betelepítve hangulatos pihenőhellyé vált.

### Képek

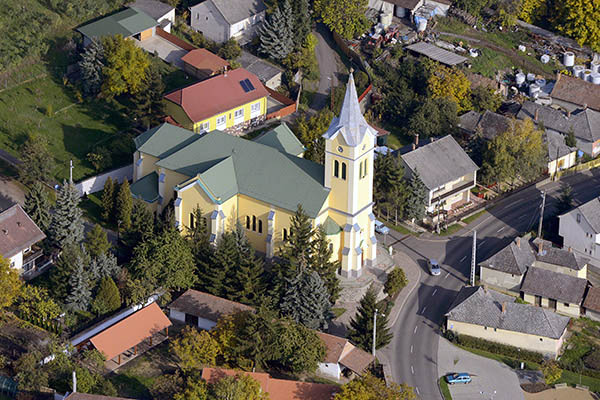
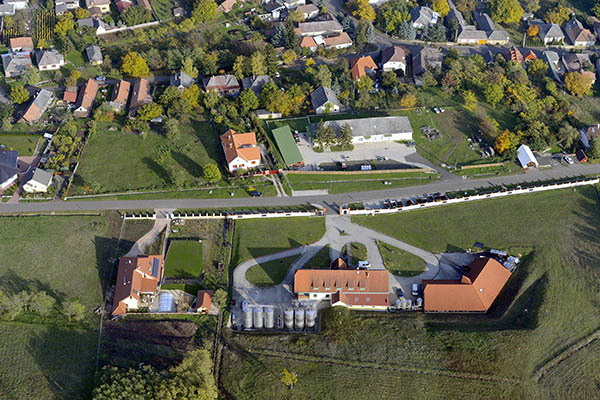
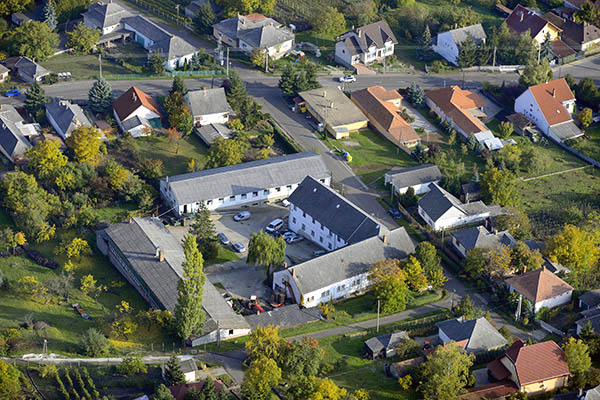
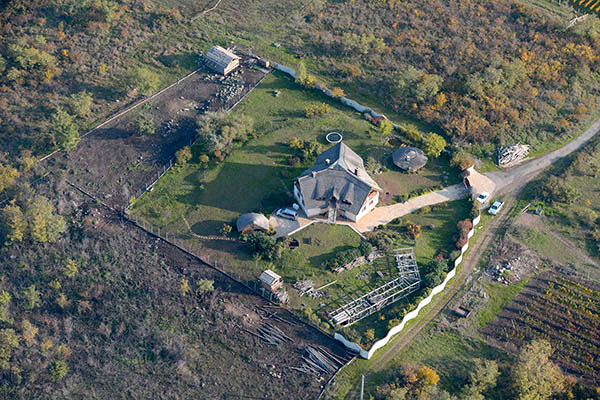
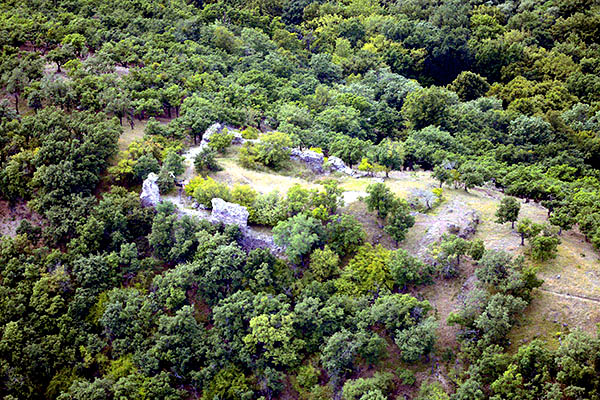

## Testvértelepülések
- Ákos, Románia[15]
- Milowka, Lengyelország[15]
- Csécs, Szlovákia[15]

## Külső hivatkozások
Markaz község honlapja
Markaz Tó Horgászparadicsom